# Srbosjek
Srbosjek (literalmente "cortador serbio" en croata, a menudo referido como "asesino") es un término coloquial en croata para un tipo de cuchillo  utilizado para agricultura.

## Historia
El cuchillo ganó notoriedad en los países de la ex Yugoslavia porque era utilizado por los Ustašas durante la Segunda Guerra Mundial para el asesinato de prisioneros en los campos de concentración del Estado Independiente de Croacia, títere nazi, sobre todo en el campo de concentración de Jasenovac.
En el Campo de concentración de Jasenovac se organizaron competiciones en matanzas rápidas por los Ustašas. El ganador de una de estas competiciones, Petar Brzica, cortó las gargantas de 1300 (o 1360) prisioneros serbios y judíos.

## Descripción
La parte superior del cuchillo está hecha de cuero, como una especie de guante, diseñado para ser llevado con el pulgar atravesando el agujero, de modo que sólo la hoja sobresaliera de la mano. Era curvo, con 12 cm de  largo con el filo en su lado cóncavo. El cuchillo estaba sujeto a una placa de cobre ovalada arqueada, mientras que la placa estaba sujeta a un brazalete de cuero grueso. El cuchillo se fijó en la placa del guante para evitar daños y mejorar la velocidad de trabajo.
Este tipo de cuchillo para gavilla de trigo fue fabricado antes y durante la Segunda Guerra Mundial por la fábrica alemana Gebrüder Gräfrath de Solingen bajo la marca "Gräwiso". 
Gebrüder Gräfrath fue adquirida en 1961 por Hubertus Solingen.

## Páginas relacionadas
- Campo de concentración de Jasenovac